# Респіратор (пристрій)

Респіра́тор (від лат. respiratorius — дихальний) — апарат, призначений для особистого захисту органів дихання.

## Загальний опис
За способом дії вони поділяються на дві групи:
- ізолювальні,
- фільтрувальні.

Використовується також їх поєднання.

В ізолювальних респіраторах задля забезпечення робітників придатним для дихання повітрям, використовується джерело, незалежне від навколишнього середовища. Повітря може подаватися шлангом з незабрудненого місця (шлангові протигази), може подаватися з трубопроводу зі стисненим повітрям або від компресора; або ж може застосовуватися автономне джерело — балони зі стисненим повітрям (або киснем), а видихуване повітря може очищатися від вуглекислого газу і використовуватися для дихання знову. Ізолювальні засоби особистого захисту органів дихання (ЗІЗОД) можуть бути: шланговими респіраторами, автономними дихальними апаратами, і їх поєднанням. Автономні дихальні апарати використовуються для оснащення гірничорятувальних служб. Це пов'язано з тим, що рятувальні роботи в шахтах, усунення більшості аварій та їх наслідків, проводяться в непридатному для дихання середовищі за підвищеної температури та задимленості. На початку 2000-х років найширшого вжитку в підрозділах гірничорятувальних служб України, набули апарати Р-30, які працюють наступним чином: повітря, що видихається людиною, очищується від діоксиду вуглецю спеціальним поглиначем, збагачується киснем і знову надходить на вдих. Кисень подається зі спеціального балона, який міститься в корпусі респіратора.

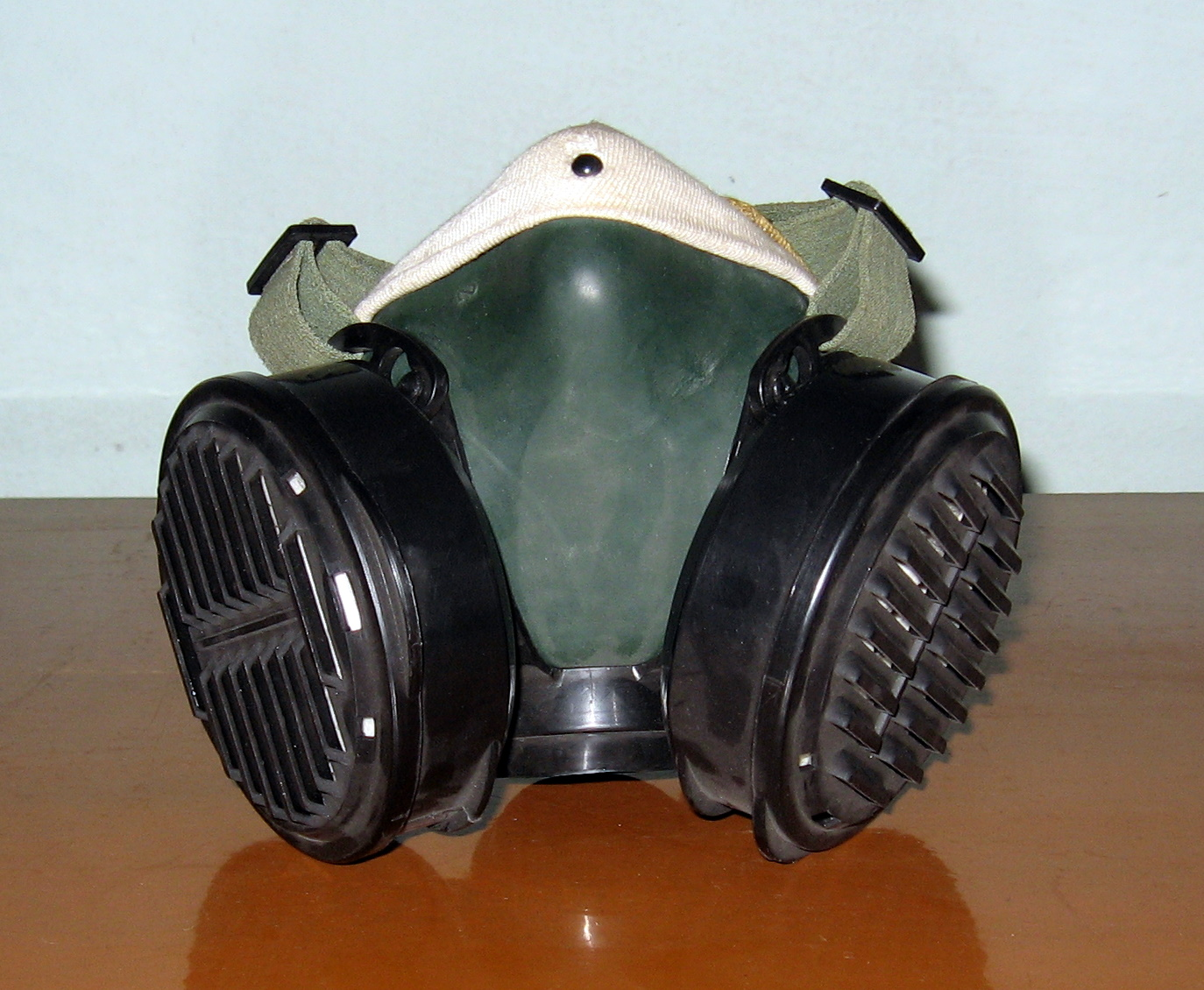
Фільтрувальний протипиловий респіратор «Пульс-К»

У фільтрувальних респіраторах для забезпечення працівників придатним для дихання повітрям використовується навколишнє забруднене повітря після очищення фільтрами. Для очищення від пилу, диму і парів, застосовують проти-аерозольні фільтри, які з плином часу засмічуються і потребують заміни. Проти-аерозольні фільтри бувають різних видів і забезпечують різний ступінь очищення. Для очищення від шкідливих газів використовують протигазові фільтри, термін служби яких обмежено. Див. Способи заміни протигазових фільтрів респіраторів. Не можна застосовувати фільтрувальні респіратори: за нестачі кисню; для захисту від газів, які не вловлюються або погано вловлюються наявним сорбентом; і у тому разі, коли не вдається забезпечити своєчасну заміну фільтрів (наприклад — коли газ не має помітного запаху, і термін служби фільтра невідомий). Із фільтрувальних респіраторів найбільше розповсюдження отримали протипилові респіратори, призначені для захисту органів дихання від аерозолів (пил, дим, туман). Галузі застосування таких респіраторів  — гірнича промисловість, металургія, хімічна промисловість, коксохімія та інше.

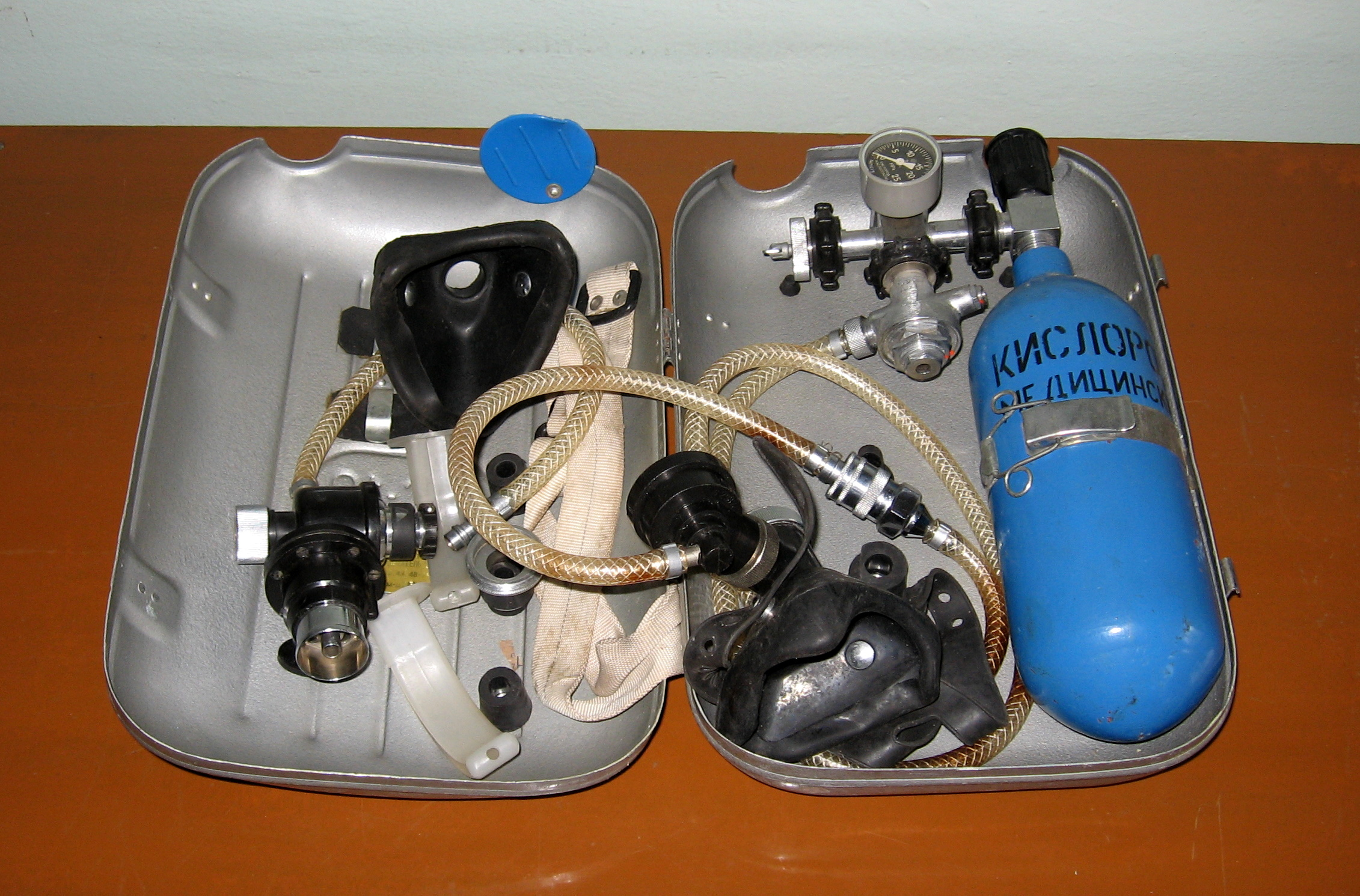
Ізолювальний респіратор Р-30

Проводилися вимірювання дієвості захисту респіраторами різних конструкцій, у разі їх носіння безпосередньо за виробничих умов. Підсумки цих випробувань показали, що респіратори є не тільки останнім, але і найненадійнішим засобом захисту, та їх застосування повинно проводитися у межах програми респіраторного захисту. Вимоги до таких програм є в законодавстві всіх розвинених країн (крім України та СНД). Також виявилося, що ступінь зниження ними забрудненості повітря, насправді може бути в десятки разів менше, ніж виміряний у лабораторії під час сертифікації (Див. Очікувані коефіцієнти захисту респіраторів).
Серед протипилових респіраторів, які випускає промисловість України, поширені «Пульс К», «Пульс М», «Росток», а серед газо-пилозахисних — «Тополя» і «АІР-317».
Закордонні аналоги ізолювальних респіраторів: «BG 4», «BG 174» (Dräger), «ELI 1» (Auer), «W 70» (Польща), «РО3 9 Б», «Урал 10» (Російська Федерація).
Концентрація вуглекислого газу (>3,5% у повітрі, що вдихається) може перевищувати ГДК. Тому використання респіраторів може викликати головний біль, дерматит, акне.

## Медичні респіратори
Докладніше: Медична маска
Хірургічна маска є нещільно прилеглим одноразовим пристроєм, який створює фізичну перешкоду між ротом і носом користувача та можливими забруднювачами в безпосередній близькості. За правильного носіння, хірургічна маска здатна забезпечити захист від великих крапель, бризок, аерозолів або розбризкувань, які можуть містити віруси та бактерії. Хірургічні маски також можуть допомогти зменшити вплив слини та респіраторних виділень користувача на оточення, особливо під час хірургічних процедур. 

Хірургічна маска за своїм улаштуванням, не фільтрує і не затримує дуже дрібні частинки зовнішнього повітря, які можуть передаватися користувачеві під час кашлю, чханні чи певних медичних процедур. Хірургічні маски також не забезпечують повного захисту від мікробів та інших забруднень через нещільне прилягання поверхні лицевої маски до обличчя.

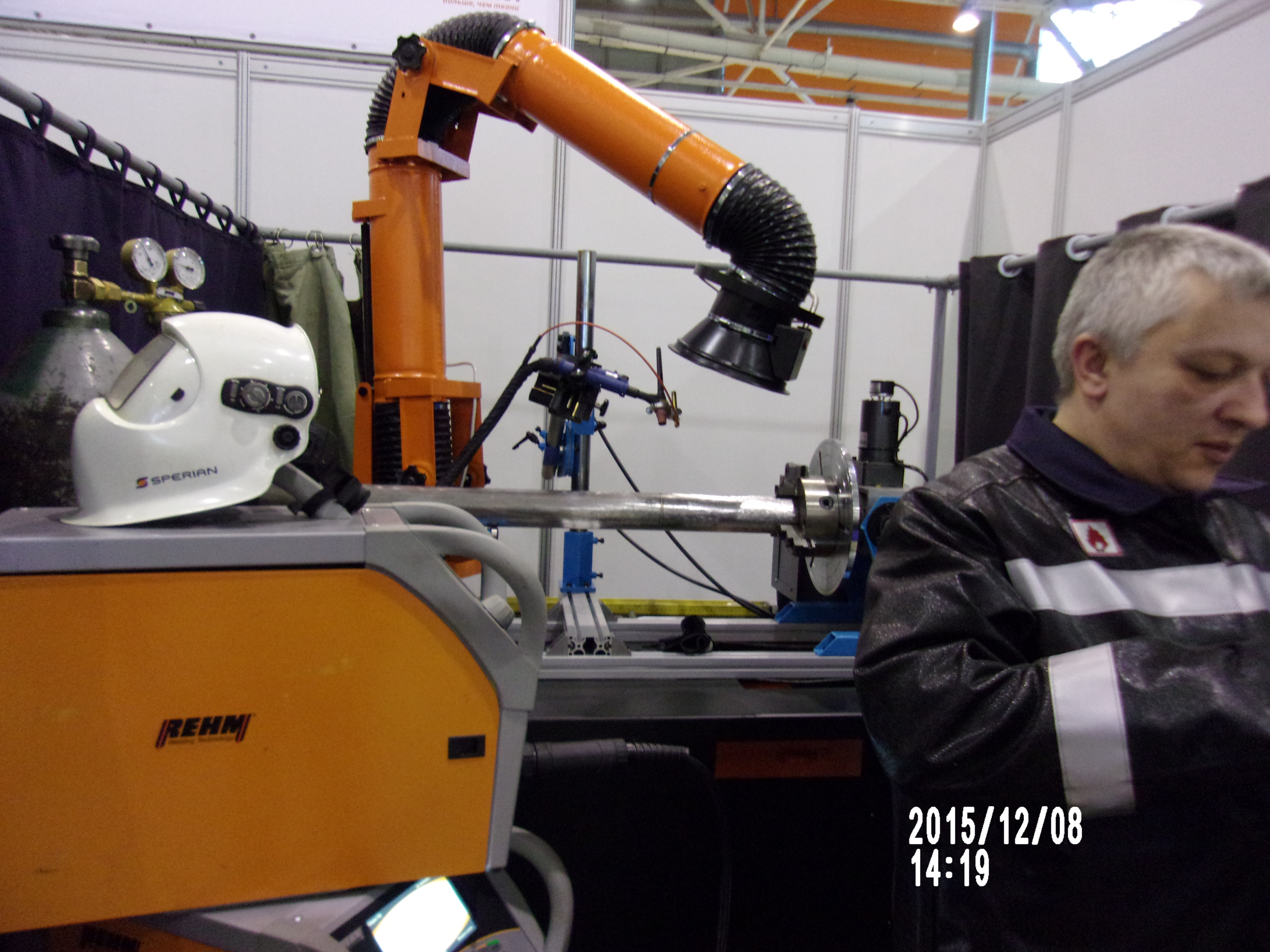
Вентиляція — це надійніший спосіб захисту (порівняно з респіраторами)

Спроможність уловлювання фільтрами хірургічних масок, може змінюватись від менше 10% до майже 90% для масок різних виробників у разі вимірювання з використанням показників випробувань для сертифікації NIOSH. Однак дослідження показало, що навіть для хірургічних масок з «добрими» фільтрами, 80-100% випробуваних виробів, не пройшли якісний тест на відповідність, прийнятий OSHA, а кількісний тест показав 12-25% проникності.

### Хірургічний респіратор N95
Докладніше: Респіратор N95
Деякі респіратори N95, для прикладу, були схвалені Національним інститутом безпеки та гігієни праці США (NIOSH) та Управлінням з санітарного нагляду за якістю харчових продуктів і медикаментів США як хірургічні, та позначені як «хірургічні N95», «медичні респіратори». Вони захищають пацієнта та інших, від респіраторних викидів користувача (як хірургічна маска), а також захищають користувача від частинок та аерозолів у повітрі (як звичайний респіратор N95). На відміну від стандартного респіратора N95, схвалені FDA «медичні респіратори» також забезпечують захист від потоків або струменів тілесних рідин під високим тиском, таких як кров. Схвалені NIOSH респіратори/маски для обличчя N95, використовуються для зменшення вдихання деяких біологічних частинок, що переносяться повітрям, таких як цвіль, Bacillus anthracis, Mycobacterium tuberculosis, тощо. Захисні респіратори для обличчя з клапанами видиху, можна застосовувати в медичних установах, коли підтримання стерильності не має значення, але їх не слід використовувати у випадках, коли потрібне стерильне поле (наприклад, під час інвазивної процедури в операційній або процедурній), оскільки клапан видиху дозволяє нефільтрованому повітрю, яке видихається, потрапляти в стерильне середовище.

## Історія появи респіраторів

### Перші розробки
В літературі згадується застосування засобів захисту органів дихання від пилу в Стародавньому Римі Плінієм. Перші згадки про респіратори можна знайти в XVI столітті в роботах Леонардо да Вінчі, який пропонував використовувати для захисту від винайденої ним зброї — токсичного порошку — змочену тканину. 1799 року, Александер фон Гумбольдт розробив перший найпростіший респіратор, коли він працював у Пруссії гірським інженером.

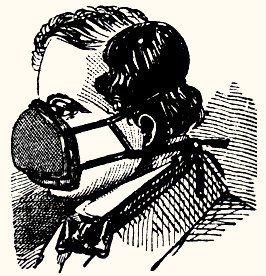
Протигазний респіратор Стенхауза з активованим вугіллям між двома шарами металевих сіток

Майже всі старовинні респіратори складалися з мішка, який повністю закривав голову, застібався на горлі і мав вікна, крізь які можна було дивитися. Деякі респіратори були зроблені з гуми, деякі — з прогумованої тканини, інші — з просоченої тканини, і в більшості випадків, робітник переносив бак зі «слабо стисненим» повітрям, який використовувався для дихання. У деяких пристроях застосовувалася адсорбція вуглекислого газу і повітря вдихалося неодноразово, в інших видихуване повітря випускалося назовні крізь клапан видиху.
Перший патент на фільтрувальний респіратор в США отримав Льюїс Хаслетт 1848 року. Цей респіратор фільтрував повітря, очищаючи його від пилу. Для очищення використовувалися фільтри зі змоченої вовни або подібні пористі речовини. Після цього було видано багато інших патентів на респіратори, в яких для очищення повітря використовувалося бавовняне волокно, а також активоване вугілля та вапно для поглинання шкідливих газів, і були зроблені поліпшення оглядових вікон. 1879 року Хадсон Херт запатентував чашоподібний респіратор, схожий на ті, які широко використовуються в промисловості і у 2000-х роках. Його фірма продовжувала випуск респіраторів до 1970-х років.
Фільтрувальні респіратори винаходили і в Європі. Джон Стенхауз, шотландський хімік, вивчав різні види активованого вугілля, щоби дізнатися, які з них краще вловлюють шкідливі гази. Він проклав дорогу до застосування активованого вугілля для фільтрації повітря в респіраторах, та розробив перший такий респіратор. Зараз, активоване вугілля широко використовується в протигазах. 1871 року англійський фізик Джон Тіндаль додав до респіратора Стенхауза фільтр з вовни, доповнений гідроксидом кальцію, гліцерином і вугіллям, і став винахідником «пожежного респіратора». Цей респіратор вловлював і дим, і шкідливі гази, та був показаний Королівському (науковому) товариству в Лондоні 1874 року. Також 1874 року Самюель Бартон запатентував пристрій, який «дозволяв дихати там, де повітря забруднене шкідливими газами або парами, димом чи іншими забрудненнями». Бернхард Леб запатентував кілька пристроїв, які «очищали забруднене або зіпсоване повітря», і їх застосовували пожежні Брукліна.
Один з перших відомих випадків спроби застосування респіраторів для захисту від пилу позначається 1871 роком, коли фабричний інспектор Роберт Бейкер спробував організувати їх використання. Але респіратори були незручні, і через зволоження фільтра видихуваним повітрям, він швидко забивався пилом так, що ставало важко дихати, через що робітники не полюбляли їх використовувати.

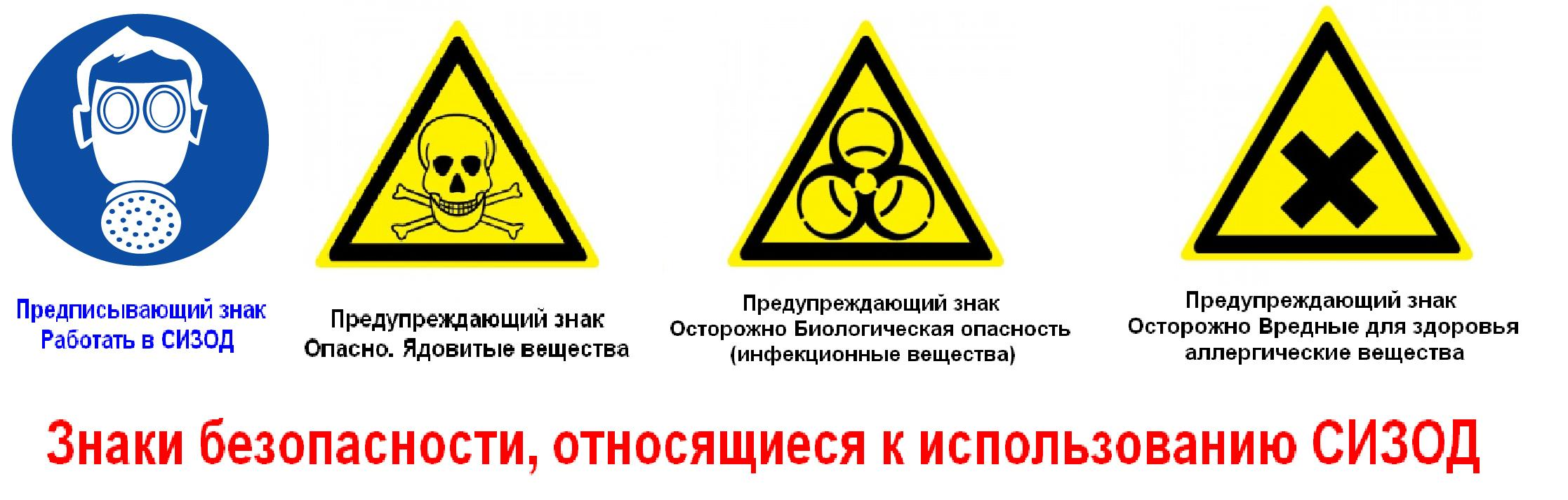
Знаки безпеки, використовувані для позначення місць, де потрібне або може вимагатися носіння ЗІЗОД

У Царській Росії, згідно письмових джерел, до початку Першої світової війни, рятувальники використовували іноземні дихальні апарати Дрегера (Німеччина). Вони також застосовувалися по закінченню I Світової війни рятувальниками, див. Автономний дихальний апарат.

### Хімічна зброя

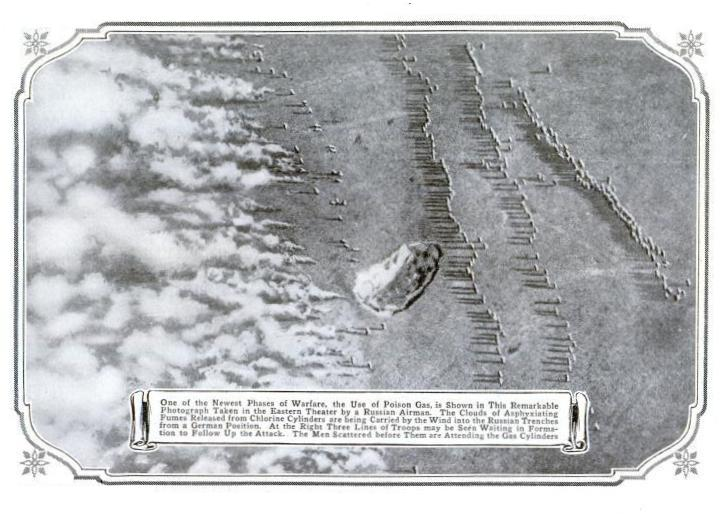
Фотографія газової атаки (хлор) на війська Царської Росії 1916 року, зроблена з повітря

Першим застосуванням хімічної зброї було використання хлору під Іпром під час I Світової війни. 22 квітня 1915 року німецька армія випустила 168 тонн хлору на ділянці фронту завдовжки 6 км — протягом 10 хвилин близько 6000 людей загинули від задухи. Газ впливав на легені та очі, не даючи дихати і засліплюючи. Оскільки густина газоподібного хлору більше, ніж у повітря, він спускався в низини, і змушував солдатів залишати окопи.
Першим відомим випадком використання респіраторів для захисту від хімічної зброї, стало використання канадськими солдатами, які знаходилися далеко від місця її застосування, просоченої сечею тканини. Вони зрозуміли, що аміак буде вступати в реакцію з хлором, а вода поглинатиме хлор, і це дозволить дихати.
А в травні 1915 року хімічну зброю застосували проти армії Царської Росії. Спочатку для захисту використовували пов'язки зі спеціальним просоченням, а потім почали розробляти і застосовувати різні протигази.

## Випробування респіраторів у виробничих умовах
За останні кілька десятиліть у розвинених країнах проводилися численні випробування респіраторів різних моделей безпосередньо у виробничих умовах (див. Випробування респіраторів у виробничих умовах). Для цього на поясі робітника закріплювали 2 пробозабірники повітря і фільтри, і під час роботи одночасно вимірювали забрудненість повітря під маскою респіратора і зовні — вдихуваного та навколишнього повітря. Скупчення шкідливих речовин під маскою дозволяло оцінити їх дійсний вплив на робітника, а покази середньої навколишньої концентрації ззовні маски, дозволяло визначити коефіцієнт захисту респіратора у виробничих умовах. Важливо відзначити, що вже багато років фахівці чітко розрізняють два різні коефіцієнти захисту:
- Виробничий коефіцієнт захисту (Workplace Protection Factor WPF) — відношення зовнішньої концентрації до підмаскової, за безперервного використання респіратора під час вимірювань.
- Ефективний коефіцієнт захисту (Effective PF EPF) — коли робітник може знімати, відтуляти і припасовувати маску — як і відбувається насправді.

Виробничий коефіцієнт захисту (КЗ) — це показник захисних властивостей самого респіратора у виробничих умовах, а ефективний коефіцієнт захисту, дозволяє оцінити наслідки його застосування для здоров'я робітників. Наприклад, якщо виробничий коефіцієнт захисту = 500, а під час роботи працівник знімав респіратор (щоби щось сказати), то 5 хвилин розмови за 8 годин (480 хвилин) дадуть значення ефективного коефіцієнта захисту = 80 — ушестеро менше, ніж виробничий КЗ.

### Вимірювання і підсумки

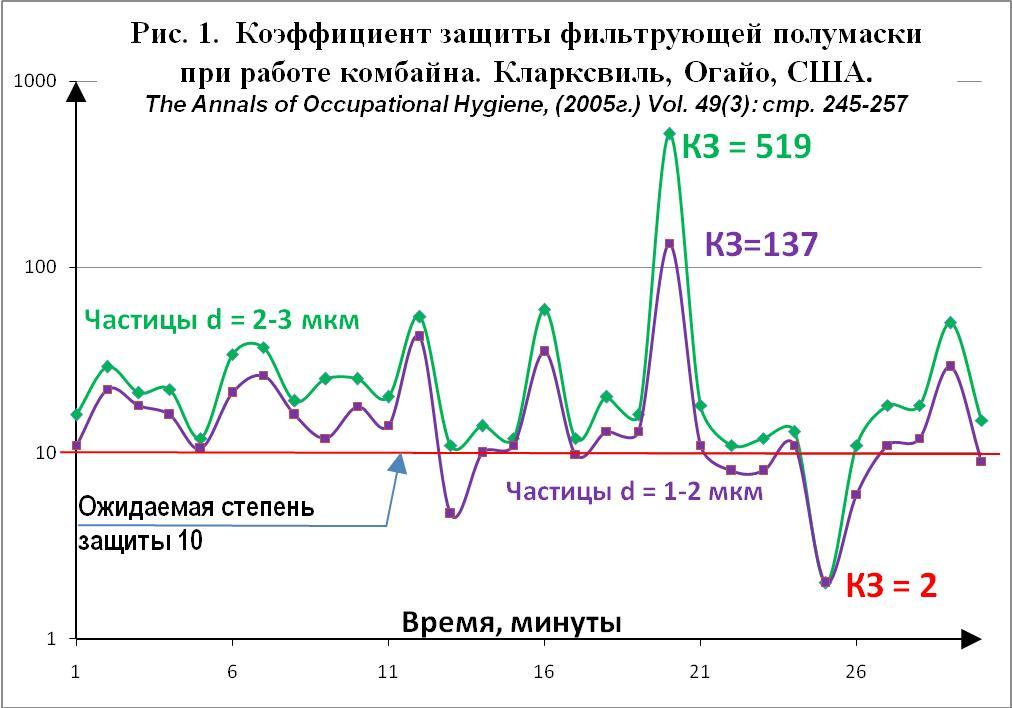
Коефіцієнт захисту фільтрувальної півмаски комбайнера (англ.,рос.)

Перед вимірами виробничого коефіцієнта захисту робітників попереджають про неприпустимість знімання респіраторів. Після надягання маски спеціальним обладнанням вимірюють кількість просоченого під неї невідфільтрованого повітря (крізь зазори між маскою і обличчям). Якщо вона перевищує допустимий рівень, то робітник не бере участь у вимірюваннях. Під час вимірів за працівниками безперервно спостерігають — чи не знімають вони респіратори. Впродовж вимірювання ефективного коефіцієнта захисту (ЕКЗ), безперервне спостереження не проводиться.
Ці випробування показали, що в однакових респіраторів за використання в однакових умовах значення коефіцієнта захисту можуть відрізнятися в десятки, сотні і тисячі разів. Більш того, при використанні нового вимірювального обладнання встановили, що за безперервного застосування респіратора і постійного виміру його коефіцієнта захисту, останній здатний змінюватися в десятки разів за лічені хвилини (Мал. 1). Чим можна пояснити таку непостійність?
Щоби респіратор запобігав потраплянню шкідливих речовин в органи дихання, треба:
1. Ізолювати, відокремити органи дихання від навколишнього забрудненого повітряного середовища. Для цього використовують різні лицеві частини півмаски, повно-лицеві маски тощо).
2. Потрібне чисте або очищене повітря для дихання. У фільтрувальних респіраторах забруднене повітря очищається проти-аерозольними та/або протигазовими фільтрами.

Порушення хоча б одного з цих умов погіршує захисні властивості ЗІЗОД.

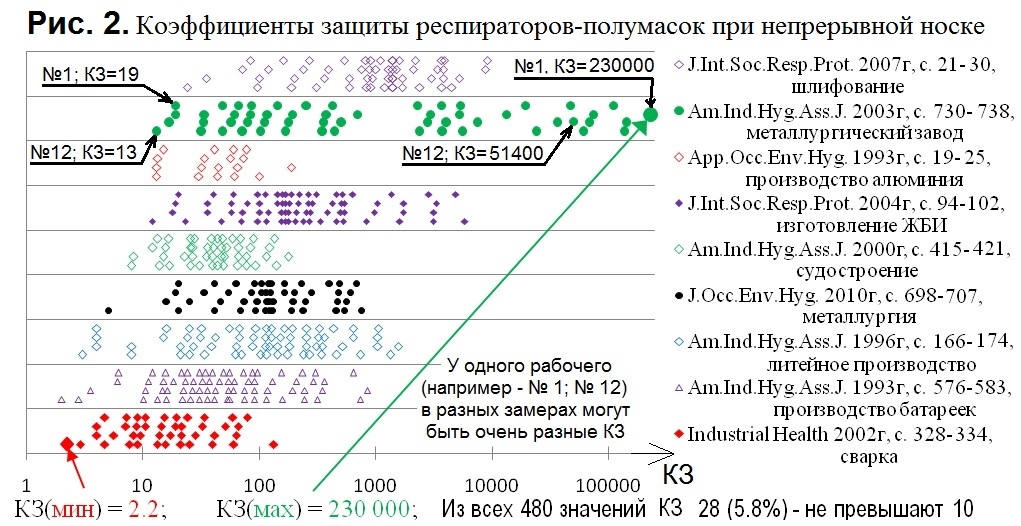
Коефіцієнти захисту респіраторів-півмасок за безперервного носіння (англ., рос.)

Отримані підсумки вимірювань (Мал. 2) дозволили фахівцям зробити наступні висновки:
- Коефіцієнт захисту респіратора — випадкова величина; він може змінюватися в дуже широких межах за використання однакових респіраторів високої якості в однакових умовах.
- У виробничих умовах коефіцієнт захисту не дуже залежить від якості фільтрів, яка є постійною. Отже, різноманітність отриманих результатів пояснюється проникненням неочищеного повітря крізь зазори між маскою й обличчям.
- Перед проведенням вимірювань виробничого КЗ, вимірювалося просочування неочищеного повітря крізь зазори, і робітники, у яких воно досягало 1 % (КЗ=100) не допускалися до випробувань. Під час роботи за робітниками постійно спостерігали. Тому найменші з отриманих результатів (наприклад — КЗ=2,2) пояснюються сповзанням правильно одягнених масок вже під час роботи.
- Значення ефективного КЗ в середньому нижче, ніж виробничого КЗ. Їх величина залежить (додатково) від того, чи можуть робітники використовувати респіратори безперервно (необхідність розмовляти, висока температура в цеху тощо), і від організації застосування респіраторів на підприємстві (тренування тощо).
- Навіть точна інформація про забруднення повітря, і про респіратори не дозволяє визначити (теоретично) наслідки застосування ЗІЗОД для здоров'я робітників.

Непостійність коефіцієнта захисту виникає не лише в разі порівняння КЗ у різних працівників, але і в одного і того ж робітника, за використання одного і того ж респіратора: у різні дні КЗ можуть бути відмінними. Наприклад, в ході дослідження у робітника № 1 при виконанні роботи один раз вийшов КЗ = 19, а інший раз — 230 000 (Мал. 2, круглі зафарбовані зелені маркери). У робітника № 12 (там само) один раз вийшов КЗ = 13, а інший раз — 51 400. Причому використовувалися однакові респіратори — безперервно (за кожним з робітників постійно спостерігали під час вимірювань, респіратор не знімався), і перед початком вимірювань перевірили чи правильно одягнена маска. Потрібно зауважити, що усі робітники, у кого під напівмаску просочувалося більше 1 % невідфільтрованого повітря, до участі в дослідженні не допускалися. Це відповідає КЗ = 100. Але принаймні в половині випадків правильно надягнений респіратор «сповз» під час роботи — адже робітник не стояв на місці, а рухався. Це «сповзання» дуже залежить від відповідності маски обличчю робітника — за формою і розміром.

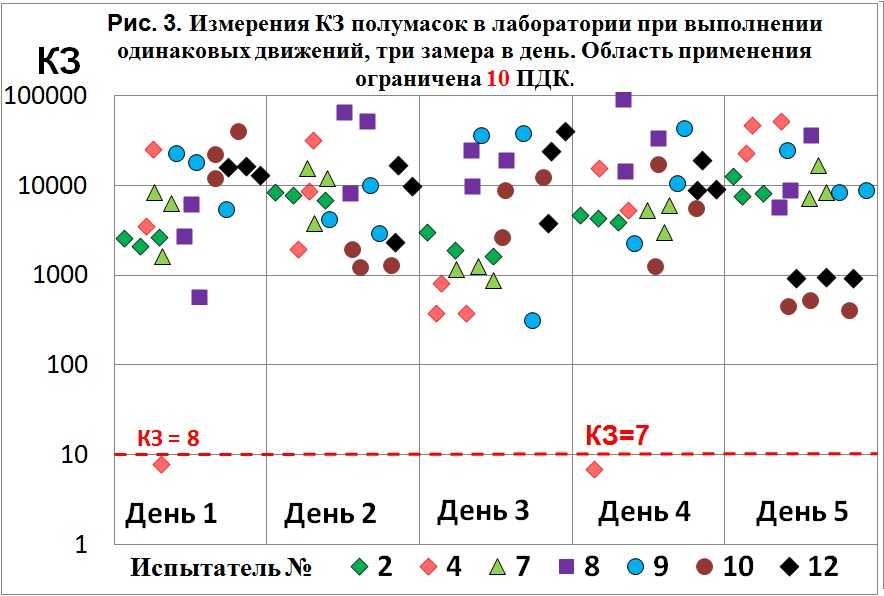
Вимірювання КЗ півмасок у лабораторії під час виконання однакових рухів (три виміри на день). Область застосування обмежено 10 ГДК (гранично допустимої концентрації)Crutchfield Clifton D.; Fairbank Erin O.; Greenstein Scott L. Effect of Test Exercises and Mask Donning on Measured Respirator Fit Applied Occupational and Environmental Hygiene 14(12): 827—837 (1999) (рос.)

Тому коефіцієнт захисту респіратора у виробничих умовах — «випадкова величина», яка залежить від різних обставин.
На мал. 3 показано підсумки вимірювань, які були зроблені у кількох робітників, що використовували цілком однакові респіратори-півмаски. Під час виміру, вони робили однакові рухи (дихали, повертали голову з боку в бік, схиляли її донизу і закидали вгору, читали текст, бігли на місці). За 1 день у 1 робітника робили 3 виміри. Неважко побачити, що навіть за виконання повністю однакових рухів, коефіцієнт захисту одного і того ж респіратора — дуже непостійний. На мал. 4 показано результати аналогічних вимірювань за носіння повно-лицевих масок.
- Розбіг значень КЗ може пояснити чому за використання однакових респіраторів в однакових умовах робітниками, які виконують однакову роботу, один може швидко стати інвалідом, а інший — вийти на пенсію без ознак профзахворювання.

Оскільки респіратори використовуються для запобігання профзахворювань (принаймні повинні), то як ця різноманітність, вплине на дію шкідливих речовин на робітника — середній вплив? Припустімо, що забрудненість повітря стала — 10 ГДК. Нехай після використання респіратора протягом 4 днів ступінь захисту (КЗ) 3 дні був 230 000 (мал. 2 зелений маркер), а один день — 2.2 (мал. 2 червоний маркер). Середня (за 4 дні) забрудненість повітря = [3*(10 ГДК / 230 000) + 1*(10 ГДК / 2)] / 4 ≈ [10 ГДК / 2,2 ] / 4 = 1,136 ГДК. За такої непостійності для зменшення середнього впливу на робітника, найбільші покази не мають жодного значення, а найменші — дуже важливі. Тому для запобігання профзахворювань, мають значення не досягнення найбільших значень КЗ, а запобігання зниження КЗ до найменших значень.

### Що впливає на зниження захисних властивостей респіратора
Респіратор використовується безперервно
Малюнок 5 відрізняється від мал. 2 лише тим, що під час виконання вимірювань у виробничих умовах за робітниками не стежили (чи знімають вони респіратори), і вони могли знімати їх — якщо захочуть, або за потреби. Видно, що помітно зросла частка тих випадків, коли ступінь захисту респіраторів нижче 10 — з 5,8 % до 54 % (застосування півмасок в США, обмежено 10 ГДК (, с. 197).
Висока температура
Наприклад, всі нижні фіолетові маркери виявилися лівіше 10, і половина з них знаходиться лівіше КЗ=2. При проведенні цього виміру на заводі, що виробляв кокс, температура повітря була занадто високою. Ймовірно, робітники не витримували, і знімали респіратори занадто часто. Дослідники порадили роботодавцю влаштувати загальнообмінну вентиляцію (для зниження температури і забруднення повітря), і використовувати респіратори з примусовим подаванням повітря (оскільки обдування обличчя покращує самопочуття). (Див., с. 174)
Потреба розмовляти

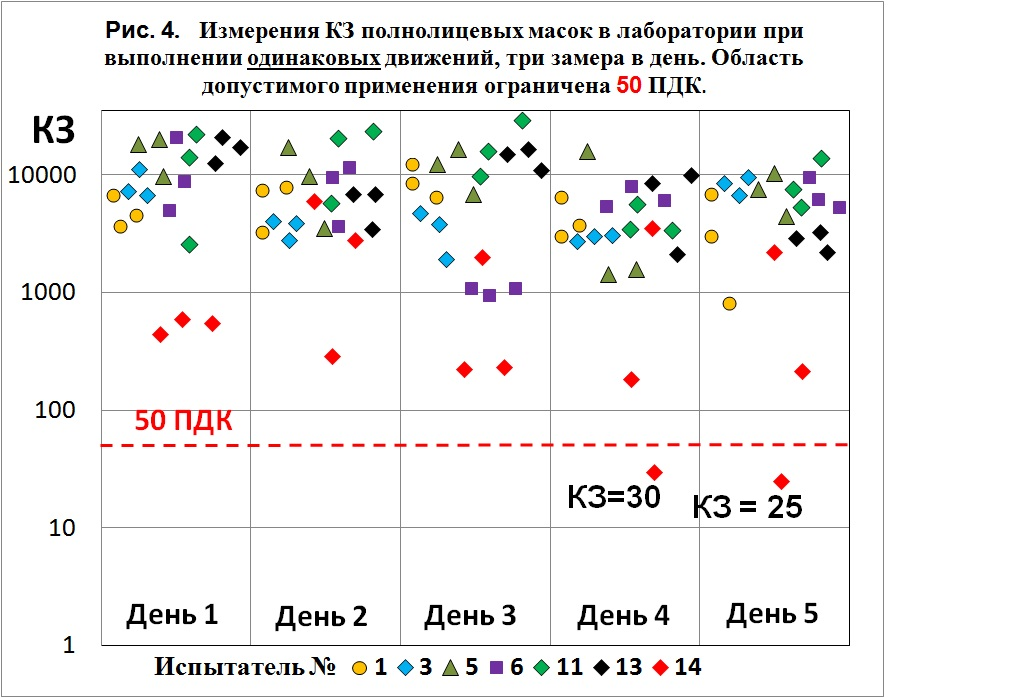
Те-ж саме. Область застосування обмежено 50 ГДК Crutchfield Clifton D.; Fairbank Erin O.; Greenstein Scott L. Effect of Test Exercises and Mask Donning on Measured Respirator Fit Applied Occupational and Environmental Hygiene 14(12): 827—837 (1999, рос.)

В дослідженні вимірювалися захисні властивості респіраторів — повно-лицевих масок 3М 6000. Було зроблено 67 вимірів. У 52 досліджених випадках, найменший КЗ був не менше 100, що набагато більше, ніж обмеження області застосування такого респіратора (у США — 50 ГДК). Але з 15 необроблених вимірів, у 13 випадках була пошкоджена вимірювальна система, а в 2 — робітники знімали респіратори під час роботи, щоби щось сказати. Вимірювати коефіцієнт захисту не надягненого респіратора безглуздо, але це важливо враховувати для збереження здоров'я робітників. У дослідженні брали участь добровольці; їх попередили, що знімати маски не можна; вони знали, що за ними безперервно стежать, але респіратори — зняли. Отже це вимагало виконання роботи. А якщо менш ніж за 2 години (середня тривалість виміру) 2 людини з 54 зняли респіратори, скільки їх буде за зміну? У 3М 6000 немає переговорної мембрани, але якщо в приміщенні шумить обладнання, то і при наявності мембрани важко докричатися один до одного. Виготовляються переговорні пристрої — акустичні та радіо.
Зручність респіратора
Важко очікувати, що незручний респіратор буде використовуватись 8 годин на день. У США робітникам дають можливість вибрати найзручнішу маску з декількох. (В, с. 239 зазначено — мінімум 2 різні моделі по 3 розміри у кожній). Фахівці радять замінювати обрану маску на іншу, якщо протягом 2-х перших тижнів вона здасться незручною (, с. 99).
Будова і спосіб дії респіратора
У респіраторів — повно-лицевих масок (за правильного вибору та застосування) зазори утворюються в середньому рідше та менші, ніж у півмасок. Тому їх область допустимого застосування обмежили 50 ГДК, а півмасок — 10 ГДК (США). А якщо подавати повітря під маску примусово, щоби тиск був вищим зовнішнього, то повітря в зазорах буде рухатися назовні, заважаючи забрудненням потрапляти всередину. Тому в розвинених країнах, стандарти обмежують застосування респіраторів різної будови по іншому, хоча в окремих випадках захисні властивості можуть бути і інші. Наприклад, КЗ півмаски в якихось випадках може бути більше, ніж у повно-лицевої маски і у респіратора з примусовим подаванням повітря (ППВ).

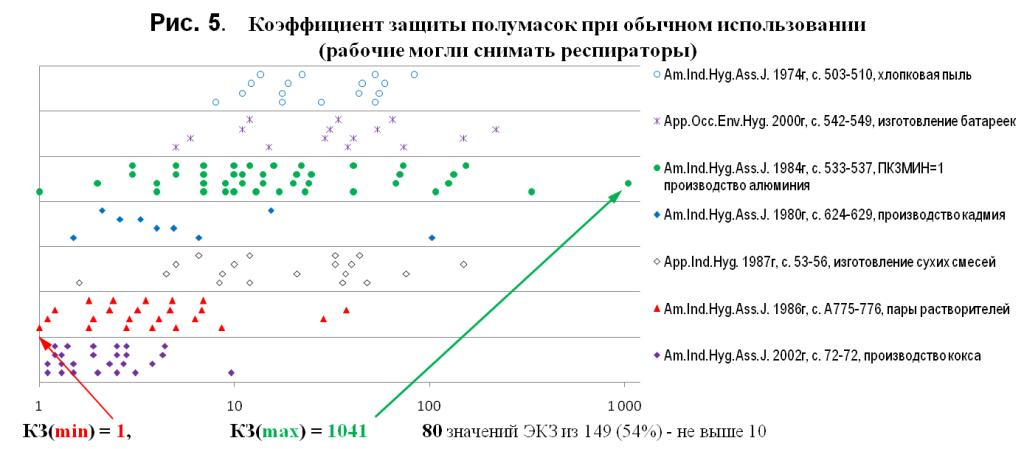
Коефіцієнт захисту (КЗ) півмасок за звичайного використання (робітники могли знімати респіратори), (англ., рос.).

Таблиця 1. Обмеження області допустимого застосування деяких типів респіраторів (Див. Очікувані коефіцієнти захисту респіраторів):
| Конструкція респіратора                                                                   | Обмеження (США)     |
| ----------------------------------------------------------------------------------------- | ------------------- |
| Півмаска з відповідними фільтрами                                                         | До 10 ГДК           |
| Повна маска з відповідними фільтрами                                                      | До 50 ГДК (ЄС — 40) |
| Повна маска з примусовим подаванням повітря                                               | До 1000 ГДК         |
| Дихальний апарат з повнолицьовою маскою, під якою постійно підтримується надлишковий тиск | До 10 тис. ГДК      |

Обмеження щодо застосування респіраторів дійсні лише тоді, коли маска відповідає обличчю робітника (після особистого підбору і перевірки приладом), і респіратор застосовується безперервно (там, де повітря забруднене). У розвинених країнах, такі обмеження закріплено у чинному законодавстві, обов'язкових для виконання (роботодавцем) стандартах, що регулюють вибір і організацію застосування респіраторів.
Відповідність маски обличчю
Щоби маска респіратора була зручною, і відповідала обличчю працівника за формою та розміром, робітникові не видається респіратор, а надається можливість самому вибрати найпридатнішу і зручну маску з декількох запропонованих. Потім приладом перевіряється, чи є у обраного респіратора зазори між маскою і обличчям. Це можна зробити різними способами. Найпростіший з них, полягає в розпилюванні перед обличчям робітника (котрий надягнув респіратор) розчину солодкої або гіркої речовини, нешкідливої для здоров'я (Fit Test — saccharin, Bitrex) (, стор. 71, 96, 255). Якщо працівник в надягненому респіраторі відчув смак — значить, є зазори. Він повинен обрати інший, придатніший респіратор. А якщо маска відповідає обличчю, то вона й менше буде сповзати під час роботи. Перевірка ізолювальних властивостей респіраторів потрібна через те, що у людей різних рас, наявні відмінності у формі обличчя, які повинні враховувати виробники респіраторів і покупці.
Рухливість виконуваної роботи
Під час застосування респіраторів одного типу вони забезпечують різний ступінь захисту при їх використанні у відмінних умовах на різних підприємствах. Ця відмінність пов'язана з тим, що за виконання різних видів робіт співробітникам доводиться робити різні рухи, які по-різному погіршують захисні властивості респіраторів. Наприклад, проводилося дослідження захисних властивостей повно-лицевих масок під час руху кроком на біговій доріжці при великому навантаженні. Через сильне потовиділення КЗ знизилися, в середньому, з ~82 500 до ~42 800. При сертифікації цих респіраторів вони забезпечують ступінь захисту не нижче 1000 — для випробувача, який повільно йде біговою доріжкою, плавно повертаючи голову. В дослідженні, КЗ респіратора з повно-лицевою маскою у виробничих умовах, знизився приблизно до 300—100. Область їх допустимого застосування в США — 50 ГДК. А в лабораторії були отримані значення КЗ (мін.) = 25-30 — мал. 4.
Тому величезне значення має механізація робіт — це не тільки зменшує кількість людей, що піддаються шкідливому впливу, але також може дуже підвищити справжні захисні властивості респіраторів.
Якість респіраторів
Неодноразові порівняльні випробування декількох десятків різних респіраторів — півмасок, що проводилися в США, постійно показували, що ступінь захисту сертифікованих респіраторів одного класу та однієї будови, за їх правильного використання одними і тими-ж людьми, може дуже відрізнятися. Наприклад, еластомірні півмаски (3М 7500, Survivair 2000, Pro-tech 1490/1590 та інші) і фільтрувальні півмаски (3М 9210, Gerson 3945 тощо) впевнено забезпечували КЗ>10, в той час як деякі інші респіратори (Alpha Pro Tech MAS695, MSA FR200 affinity та інші) за їх носіння тими ж людьми, не могли забезпечити КЗ більше 10, навіть у половині випадків їх застосування.
Захисні властивості респіратора і його вартість — різні речі, які часто зовсім не залежать одна від одної.
Правильне застосування
Правильність застосування респіраторів навченим персоналом так само важлива, як і якість самого респіратора. Для цього робітники проходять навчання, а відповідальний за респіраторний захист стежить за правильністю застосування респіраторів. В дослідженні вивчалися помилки при надяганні фільтрувальних півмасок, які використовували ненавчені люди. Було надягнено неправильно 24 % респіраторів. 7 % учасників не зігнули носову пластинку, а кожен п'ятий (з тих, хто помилився) надяг респіратор догори ногами. У дослідженні не підготовлені люди, змогли правильно надягнути респіратори (без навчання, тренувань та індивідуального підбору) у 3-10 % випадків. Законодавство США та інших розвинених країн, зобов'язує роботодавця навчати і тренувати працівників і перед початком роботи в респіраторі, і після цього — періодично (, с. 69, 224, 252). Наприклад, після надягання, робітник повинен кожен раз перевіряти — чи правильно надягнений респіратор, використовуючи перевірку правильності надягання респіратора (, с. 97, 227, 252, 271).
Заміна протигазових фільтрів
За використання респіраторів з протигазовими фільтрами роботодавець зобов'язаний своєчасно замінювати їх. Заміна фільтра «коли робітник відчує запах, смак» (або, припустимо, втратить свідомість) не допускається, оскільки частину шкідливих речовин можна виявити за запахом при концентрації вище ГДК, і у різних людей різна чутливість (, с. 40,142, 159, 202, 219). Див. розділ про протигазові фільтри нижче.
Відповідальність

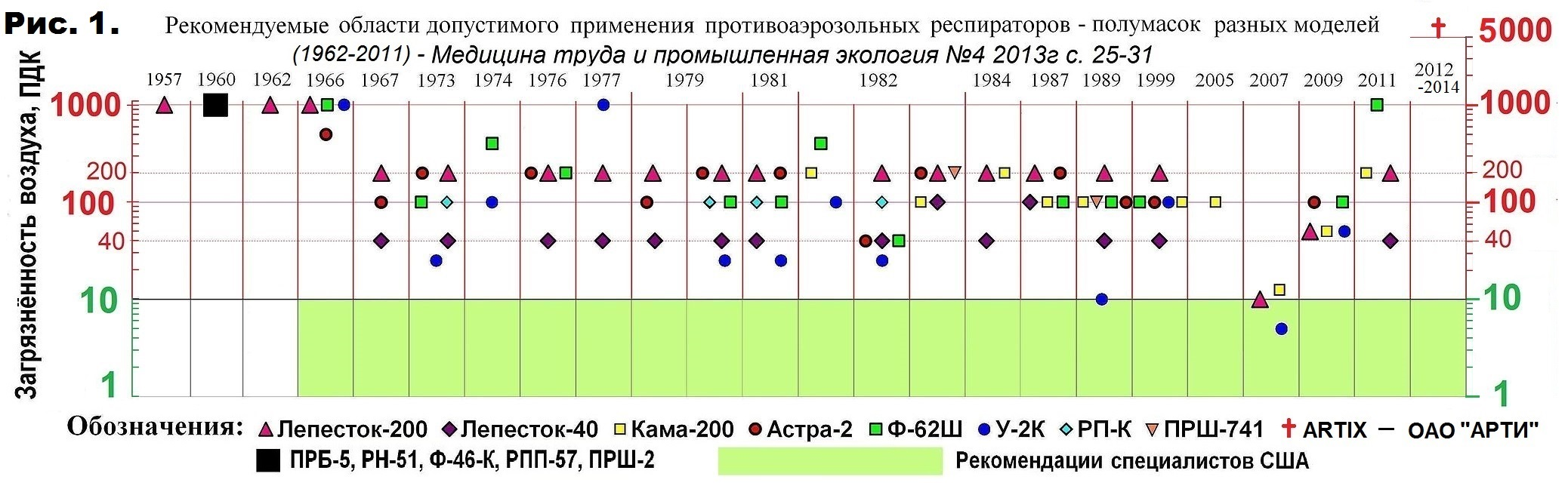
Області допустимого застосування респіраторів-півмасок, за рекомендаціями американських, російських та радянських фахівців. Видно, що рекомендації російських і радянських авторів не узгоджуються одна з одною (для однакових моделей ЗІЗОД), і може на два порядки перевищувати науково обґрунтовані рекомендації американських фахівців, засновані на вимірах захисних властивостей саме у виробничих, а не в лабораторних умовах (рос.).

Для прикладу у США, і роботодавець, і виробник ЗІЗОД несуть відповідальність за збереження здоров'я робітників. Там багато років існують стандарти, які регулюють і вибір респіратора залежно від умов роботи і організацію застосування респіраторів (медогляд, с. 68, 145, 162, 242) навчання, тренування, техобслуговування тощо). Оскільки дійсний ефект від застосування респіраторів залежить від великої кількості різних чинників, то для ефективного застосування респіраторів всі ці проблеми потрібно вирішувати разом. Законодавство зобов'язує захищати здоров'я робітників не видачею респіраторів, а виконанням комплексної і написаної програми респіраторного захисту (див. статтю Законодавче регулювання вибору та організації застосування респіраторів). У неї входить: визначення забрудненості повітря, вибір респіраторів, самостійний підбір маски для кожного робітника, навчання та тренування робітників, контроль за правильністю застосування (, с. 63, 91, 238). Для виконання програми роботодавець зобов'язаний призначити людину, яка відповідає за вирішення всіх питань, пов'язаних з респіраторним захистом. Наявність написаної програми полегшує інспекторам проведення перевірок та з'ясування причин погіршення здоров'я. Дослідження показало, що на великих підприємствах порушень правил небагато.
За правильного обирання респіраторів доброї і пристойної якості, їх індивідуальному підборі (відповідність обличчю працівника) і правильному застосуванні навченими і тренованими співробітниками в рамках повноцінної програми респіраторного захисту, ймовірність ушкодження здоров'я вкрай низька.
Але оскільки респіратори не можуть гарантувати, що їх ступінь захисту завжди, в 100 % випадків буде досить високим через «людський фактор» при їх застосуванні, то стандарти США і ЄС, і Санітарні Правила України та РФ вимагають використовувати всі можливі способи зниження шкідливого впливу — автоматизацію, вентиляцію тощо — навіть тоді, коли не вдасться знизити забрудненість повітря до ГДК.
На жаль, в Україні немає нормативних документів, що регулюють вибір і організацію використання ЗІЗОД роботодавцем, але є рекламні і нічим не обґрунтовані рекомендації, де постійно і значно завищуються захисні властивості ЗІЗОД — протягом кількох десятків років. Це сприяє вибору і використанню свідомо недостатньо дієвих респіраторів, що може призводити до розвитку профзахворювань (та отруєнь). На малюнку праворуч показані рекомендації для респіраторів-півмасок — одних і тих же моделей (зроблені фахівцями США, РФ і колишнього СРСР).

## Використання протигазових фільтрів
Докладніше: Замена противогазных фильтров СИЗОД (лекция), рос.

### Застосування респіраторів для захисту від шкідливих газів
Під час роботи в атмосфері, забрудненій шкідливими газами, для захисту здоров'я робітників використовують респіратори з протигазовими фільтрами. У тих випадках, коли протигаз виявляється не здатним забезпечити робітника чистим повітрям, можуть виникнути різні профзахворювання органів дихання та інших — залежно від хімічного складу шкідливих газів.

#### Одноразове використання протигазових фільтрів
За використання фільтрувальних протигазів для забезпечення робітників повітрям, придатним для дихання, використовується навколишнє повітря, яке очищується протигазовими фільтрами. Часто для цього використовують фільтри, корпус яких наповнений різними сорбентами. Під час проходження повітря крізь сорбент шкідливі гази поглинаються сорбентом, який насичується ними, а повітря очищається. Після насичення сорбент втрачає здатність поглинати шкідливі гази, і вони проходять далі — до нових, свіжих шарів сорбенту. Після того, як сорбент просочився, дуже забруднене повітря, починає проходити крізь фільтр погано очищеним, і шкідливі гази потрапляють під маску у великій кількості. Таким чином, за безперервного використання, термін служби фільтра обмежено, і він залежить від концентрації і властивостей шкідливих газів, адсорбційної ємності фільтра і умов його використання (витрата повітря, вологість тощо) а також правильного зберігання. За не своєчасної заміни фільтра, вплив шкідливих газів на робітника перевищить допустимий, що може призвести до погіршення здоров'я.
На захисні властивості респіраторів, впливає багато різних чинників, тому для надійного захисту здоров'я робітників у розвинених країнах застосування респіраторів відбувається в рамках комплексної програми респіраторного захисту. Для цього там розроблено і застосовуються нормативні документи (стандарти), що регулюють вибір і організацію застосування респіраторів: США, Канада, Австралія Англія та інші. Див. Законодавче регулювання вибору та організації застосування респіраторів. Ці стандарти зобов'язують роботодавця проводити своєчасну заміну протигазових фільтрів, для чого у разі безперервного носіння, пропонується таке:
- 1. Завдяки використанню підсумків вимірювання забрудненості повітря, умов застосування та даних про властивості фільтра спеціаліст, що керує виконанням програми респіраторного захисту, складає розклад заміни фільтрів. Для цього виробники надають необхідну інформацію про фільтри чи навіть безкоштовне програмне забезпечення (Програма MSA[33], приклад[34]; Програма 3M[35], приклад[36]). Такі-ж дані, що надаються Інститутом охорони праці NIOSH. NIOSH дають відомості про захисні властивості конкретних фільтрів та інформацію про те, як перерахувати ці дані для фільтрів з іншими властивостями.[37]

Якщо споживач хоче, він може використовувати таблиці зі значеннями терміну служби фільтра, розрахованими для окремих умов використання.
Це дозволяє визначити термін служби фільтра з похибкою, яка залежить від точності вихідних даних і досить вчасно міняти фільтри.
- 2. У міру насичення сорбенту, скупчення шкідливих газів на виході з фільтру зростає, але це відбувається поступово. Це дозволило розробити покажчики закінчення терміну служби фільтра (ESLI, End of Service Life Indicator), які спрацьовують раніше, ніж зосередження шкідливих газів на виході з фільтру, досягне гранично допустимої величини ([19], с. 219). У США розроблено вимоги до таких індикаторів, котрі забезпечують їх доцільне застосування. А дотримання цих вимог виробниками ЗІЗОД дозволяє робітникам міняти фільтри своєчасно і використовувати респіратори, та не ризикувати здоров'ям (наприклад — фільтри 3М 6009[38] і 60929[39] з покажчиком, який змінює колір).
- 3. Вдихання шкідливих газів може викликати відповідь органів чуття працівника (як запах, подразнення слизової тощо). Дослідження (1, стор. 159) показали, що така реакція залежить від великої кількості різних чинників (хімічний склад шкідливих газів, їх концентрація, індивідуальна сприйнятливість робітника, його стан здоров'я, характер виконуваної роботи і те, наскільки швидко зростає скупчення шкідливих газів у вдихуваному повітрі та чи знайомий людині цей запах). Наприклад, за дослідженнями[40] у окремих людей, різний поріг сприйняття запаху одної і тієї ж речовини. Для 95 % людей він знаходиться між верхньою і нижньою межами, які відрізняються від середнього значення в 16 разів (у більший і менший боки). Це означає, що 15 % людей не відчують запах за концентрації, учетверо більшої, ніж поріг чутливості. Це також сприяє тому, що в різних джерелах можуть бути різні значення порогу сприйняття запаху. ([19], с. 220) зазначено, що на сприйняття запаху впливає і стан здоров'я — невеликий нежить може знизити чутливість. Якщо скупчення шкідливих газів під маскою буде зростати поступово (як це і відбувається у міру насичення сорбенту), то у робітника може відбутися поступове звикання, і реакція на просочування шкідливих газів відбудеться за концентрації, що помітно перевищує концентрацію шкідливих газів за її різкого зростання. Якщо виконувана робота вимагає підвищеної уваги, це теж знижує поріг сприйняття запаху. Ймовірно, ступінь алкогольної інтоксикації також впливає на сприйнятливість, але точних кількісних відомостей знайти не вдалося.

Це призводить до того, що працівник може починати відчувати вдихання шкідливих газів, за їх різної концентрації. Чи можна використовувати таку реакцію для своєчасної заміни фільтрів?
Існують шкідливі гази, які не мають практично ніякого смаку і запаху за концентрації, що значно перевищує ГДК (наприклад — чадний газ СО). У цьому разі, такий спосіб заміни фільтрів неприпустимий. Є шкідливі гази, у яких «середній» поріг сприйняття помітно вище, ніж ГДК. Нижче наводиться перелік деяких таких речовин із зазначенням їх номера (CAS) і концентрації (С) вираженої в ГДК, при якій люди зазвичай, починають відчувати їх вдихання. Значення ГДК і середнього порогу сприйняття (С) взято з, і через відмінності у величинах ГДК в США і РФ, можуть не завжди збігатися зі значеннями, які вийшли б за використання даних, їх російськомовних джерел.
Таблиця 2. Деякі шкідливі речовини з поганими «попереджувальними» властивостями. Див. Способи заміни протигазових фільтрів респіраторів:
| Назва (CAS)                                 | ГДК             | Концентрація (ГДК) |
| ------------------------------------------- | --------------- | ------------------ |
| Оксиран (75-21-8)                           | 1 (1,8)         | 851                |
| Арсин(7784-42-1)                            | 0,05 (0,2)      | До 200             |
| Пентаборан (19624-22-7)                     | 0,005 (0,013)   | 194                |
| Діоксид хлору(10049-04-4)                   | 0,1 (0,3)       | 92,4               |
| Метилен біфеніл ізоціанати (101-68-8)       | 0,005 (0,051)   | 77                 |
| Диглицидиловий ефір (2238-07-5)             | 0,1 (0,53)      | 46                 |
| Винилиден хлорид (75-35-4)                  | 1 (4,33)        | 35.5               |
| Толуен-2,6-диизоцианат (91-08-7)            | 0,005 (0,036)   | 34                 |
| Диборан (19287-45-7)                        | 0,1 (0,1)       | 18-35              |
| Дициан (460-19-5)                           | 10 (21)         | 23                 |
| Епоксипропан (75-56-9)                      | 2 (4,75)        | 16                 |
| Метил 2-ціаноакрілат (137-05-3)             | 0,2 (1)         | 10                 |
| Тетроксид осмію (20816-12-0)                | 0,0002 (0,0016) | 10                 |
| Бензен (71-43-2)                            | 1 (3,5)         | 8,5                |
| 1,2-Епокси-3-з-пропоксипропан (4016-14-2)   | 50 (238)        | 6                  |
| Селеноводень (7783-07-5)                    | 0,05 (0,2)      | 6                  |
| Мурашина кислота (64-18-6)                  | 5 (9)           | 5,6                |
| Фосген (75-44-5)                            | 0,1 (0,4)       | 5,5                |
| Метилциклогексанол (25639-42-3)             | 50 (234)        | 5                  |
| 1-(1,1-Диметилетил)-4-метилбензол (98-51-1) | 1 (6,1)         | 5                  |

та інше.
Тому під час роботи з цими та іншими подібними речовинами, використовувати реакцію працівника на вдихання шкідливих речовин (запах) теж не можна — багато робітників, відчують запах занадто пізно.
Якщо речовини, у яких середній поріг сприйняття запаху нижче ГДК. Чи можна в такому випадку використовувати реакцію робітників для своєчасної заміни фільтрів?
У США в 1987 році, це допускалося (, с. 143), але вимагалося, щоби перед тим, як працівник візьметься до роботи (яка потребує застосування респіратора), роботодавець повинен перевірити індивідуальний поріг сприйняття запахів саме у цього співробітника, давши йому понюхати шкідливий газ за безпечної концентрації. А за відсутності відчуття шкідливих газів («попереджувальних» властивостей запаху, подразнення тощо), використання фільтрувальних респіраторів, заборонялося.
Але 1996 року, думка фахівців з охорони праці змінилася (, с. 219). Використовувати реакцію працівників на вдихання шкідливих речовин для своєчасної заміни фільтрів тепер не радять, і зараз стандарти США не допускають заміну протигазових фільтрів, за відчуттями робітника, на вдихання шкідливих речовин.
Оскільки потрапляння шкідливих речовин під маску, може відбутися не лише крізь фільтри, але і крізь зазори між маскою і обличчям (наприклад — через сповзання маски під час роботи, тощо), то в цьому разі, реакція робітника на вдихання шкідливих речовин, дозволить вчасно помітити небезпеку та покинути небезпечне місце.

#### Неодноразове використання протигазових фільтрів
У тих випадках, коли використання фільтра припинилося раніше, ніж концентрація шкідливих газів на виході з фільтру досягла гранично допустимої, у ньому є невитрачений сорбент. Таке становище може виникнути при використанні фільтра короткочасно або за слабкої забрудненості повітря. Дослідження ( тощо) показали, що за зберігання такого фільтра, частина шкідливих газів, спійманих раніше сорбентом, може звільнитися, і скупчення газів всередині фільтра біля вхідного отвору, зросте. В середині і у вихідного отвору фільтра, станеться те ж саме — але через менше насичення сорбенту, меншою мірою. Через різницю в концентрації газів їх молекули почнуть рухатися всередині фільтра від вхідного до вихідного отвору, та будуть перерозподіляти шкідливу речовину всередині фільтра. Цей процес залежить від різних показників — «леткості» шкідливої речовини, тривалості та умов зберігання тощо. Це може призвести до того, що за повторного використання такого, не до кінця витраченого фільтра, концентрація шкідливих речовин у повітрі, що пройшло крізь нього, стане вище гранично допустимої, одразу. Тому під час сертифікації протигазових фільтрів, призначених для захисту від речовин з температурою кипіння менше 65 °C, стандарти вимагають проведення перевірки десорбції. Для прикладу, у РФ, стандарт таку перевірку не передбачає.
Щоби зберегти здоров'я робітників, законодавство США не допускає повторного використання протигазових фільтрів для захисту від «летких» шкідливих речовин, навіть якщо за їх першого використання, сорбент просочився частково.
Згідно стандартів, «леткими» вважаються речовини з температурою кипіння нижче 65 °C. Але дослідження показали, що і за температур кипіння більше 65 °C повторне використання фільтра може виявитися небезпечним. У статті наводиться порядок розрахунку концентрації шкідливих речовин з миті початку повторного використання фільтрів, але ці результати поки не знайшли відбиття ні у стандартах, ні в інструкціях щодо застосування респіраторів, складених виробниками (де також забороняється повторне використання). Цікаво відзначити, що автор статті, котрий працює в США, не спробував розглянути можливість використання протигазового фільтра втретє.

### Робота в атмосфері, в якій концентрація шкідливих газівмиттєво небезпечна для життя чи здоров'я
Потрапляння шкідливих газів під маску може викликати не лише хронічні захворювання. Навіть короткочасне вдихання шкідливих речовин за досить великого скупчення, може призвести до смерті чи незворотного погіршення здоров'я, а вплив на очі може перешкодити покинути небезпечне місце. За своєчасної заміни протигазових фільтрів, це може статися у разі утворення зазору між маскою і обличчям — якщо при вдиху тиск повітря під маскою нижче атмосферного. Вимірювання захисних властивостей респіраторів, що проводилися у виробничих умовах, показали, що на практиці ступінь захисту — випадкова величина, і що під час роботи у респіраторів без надлишкового тиску під маскою, ступінь захисту, може зменшуватися до дуже маленьких значень.
Тому стандарти розвинених країн, що регулюють вибір і організацію застосування респіраторів, зобов'язують роботодавця забезпечувати робітників респіраторами з примусовим подаванням повітря під маску, щоби тиск під час вдиху був вище атмосферного. Для цього використовується незалежне джерело повітря або подавання чистого повітря шлангом (якщо таке обмеження рухливості, припустимо). В останньому випадку, для безпечного покидання місця роботи при перебоях в подаванні повітря, у робітника повинно бути автономне джерело чистого повітря досить великої ємності.
За значної забрудненості повітря, застосування фільтрувальних респіраторів не рекомендується, навіть якщо концентрація шкідливих речовин не представляє миттєвої небезпеки для життя або здоров'я. Крім того, у разі використання фільтрувальних протигазів за значної забрудненості повітря, може знадобитися часта заміна фільтрів, які коштують недешево. У таких випадках може виявитися вигіднішим застосування респіраторів з подаванням чистого повітря шлангом під тиском.
Навіть у разі правильного вибору, та застосування респіраторів навченими робітниками, вони не можуть забезпечити абсолютно надійний захист, і тому законодавства розвинених країн вимагають використовувати всі можливі способи зниження забрудненості повітря. Лише після цього, для захисту здоров'я працівників застосовують протигази.
В Україні з 2007 року, є документ, який точно визначає правила вибору та організації застосування респіраторів роботодавцем  Правила вибору та застосування засобів індивідуального захисту органів дихання (НПАОП 0.00-1.04-07), але деякі вимоги в ньому, можуть розглядатися двозначно, отже можуть призводити до помилок. Наприклад, в документі не встановлено державні обмеження допустимого застосування респіраторів різних конструкцій, що може сприяти використанню заздалегідь недостатньо ефективних ЗІЗОД в умовах, коли вони заздалегідь (через свою будову) не можуть надійно захистити здоров'я робітників.
Підбиваючи підсумок вищесказаного, слід визнати наявність істотних недоліків у практиці застосування ЗІЗОД в умовах виробництва … що складалися десятиліттями..
… система сертифікації респіраторів не забезпечує ефективний захист працівників.

Якщо врахувати, що основи конструкції сучасних ЗІЗОД сформувалися у воєнні та перші десятиліття повоєнних років, а за останні 40-50 років можна виділити вдосконалення лише окремих елементів і вузлів … , то слід визнати незрівнянно значніший розвиток протягом цих років, інших галузей промисловості.

## Навчальні посібники
- Н. Ивонин. Фильтрующие и изолирующие противогазы. 1935 р. PDFdjvu
- Дубинин М. и Чмутов К.. Физико-химические основы противогазного дела. Москва, 1939 р. djvu

- Ненсі Боллінджер, Роберт Шюц. «NIOSH Guide to Industrial Respiratory Protection» NIOSH, 1987 г. англ Є переклад (рос.): «Руководство по применению респираторов в промышленности» (1987) PDF Wiki
- Лінда Розенсток. Настанова Національного інституту охорони праці (NIOSH) з профілактики туберкульозу в медустановах, 1999р TB Respiratory Protection Program In Health Care Facilities. Administrator's Guide Є переклад (рос.): PDF Wiki
- Ненсі Боллінджер. Керівництво з вибору респіраторів NIOSH, 2004 р.англ Є переклад (рос.): Руководство NIOSH по выбору респираторов. 2004г PDF Wiki

- Англійський навчальний посібник з вибору та організації застосування респіраторів, англійською мовою, 4 ed (2012) Respiratory protective equipment at work. A practical guide. HSE  59 с.
- Посібник з вибору і організації застосування респіраторів (ФРН), на німецькій мові (2011) Benutzung von Atemschutzgerдten 174 с.
- Канадська настанова французькою мовою (2002) Guide pratique de protection respiratoire 55 с.
- Відеозапис перевірки півмасок, наочно показує їх низькі ізолювальні властивості, і брехливість реклами (російською мовою): на Викискладе; из YouTube (5 хв 36 сек).

Через те, що респіратори — ненадійний засіб захисту, Національний інститут охорони праці (NIOSH) проводить роботу щодо зменшення впливу пилу при підземному видобутку корисних копалин. Розроблені навчальні посібники щодо зниження запиленості при видобутку вугілля, та інших корисних копалин, та інші аналогічні документи з конкретними рекомендаціями.